# 1846 w polityce

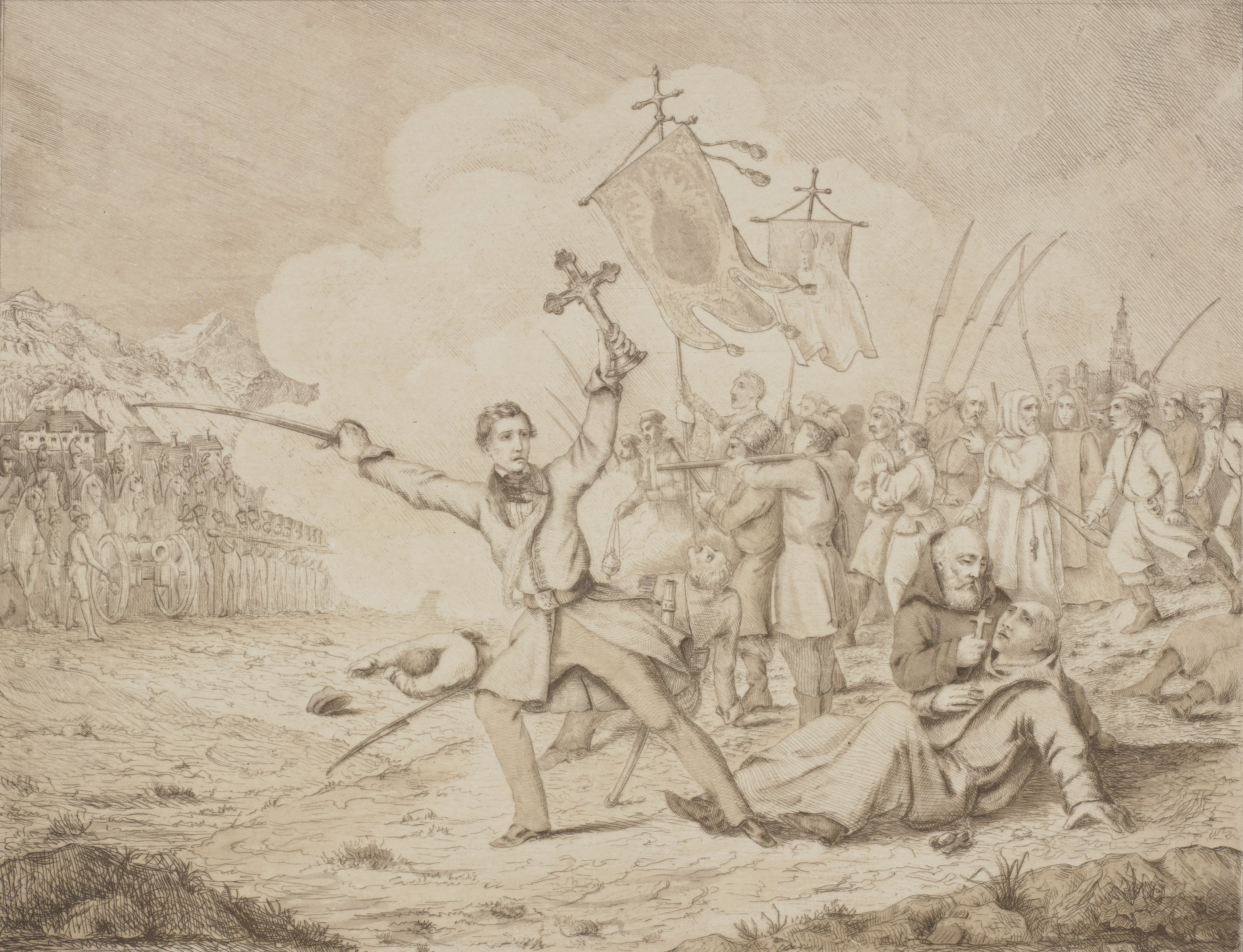
Edward Dembowski na czele procesji

Wydarzenia polityczne w 1846 roku.

## Wydarzenia
- Powstanie krakowskie[1].
  - 20 lutego/21 lutego wybuch powstania[2].
  - 22 lutego – wydanie manifestu[2].
  - 26 lutego – klęska oddziału A. Suchorzewskiego pod Gdowem[2].
  - 27 lutego – ginie idący na czele procesji Edward Dembowski[2].
  - 2 marca – dyktator powstania Jan Tyssowski rezygnuje z władzy[2].
  - 4 marca – Jan Tyssowski składa broń na granicy pruskiej[2].
  - 16 listopada – rzeczpospolita Krakowska została wcielona do Austrii[2].
- wojna amerykańsko-meksykańska:
  - 8 marca - Armia Obserwacyjna USA dowodzona przez gen. Taylora przekroczyła Nueces River i wkroczyła na terytorium sporne z Meksykiem[3].
  - 23 marca - Amerykanie zajęli Point Isabel[4].
  - 11 kwietnia - ultimatum meksykańskiego generała Pedro de Ampudia, dowódcy Armii Północy żądające wycofania US Army ze spornej strefy pomiędzy Nueces River a Rio Grande[5].
  - 23 kwietnia - proklamacja prezydenta Meksyku, gen. Mariano Peredesa o rozpoczęciu wojny obronnej przeciwko USA[6].
  - 25 kwietnia - porażka Amerykanów w potyczce pod La Rosia[7].
  - 13 maja - prezydent USA James K. Polk podpisuje deklarację o wypowiedzeniu wojny Meksykowi[8].
  - 3 maja - 9 maja - nieudane oblężenie Fort Texas przez Meksykanów[9].
  - 8 maja - bitwa pod Palo Alto: zwycięstwo dowodzonych przez gen. Taylora wojsk USA nad wojskami meksykańskimi dowodzonymi przez gen. Mariano Aristę[10].
  - 9 maja - bitwa pod Resaca de la Palma: klęska dowodzonych przez gen. Aristę Meksykanów w starciu z wojskami USA pod dowództwem Taylora, odwrót Meksykanów za Rio Grande[11].
  - 18 maja  - Amerykanie zajęli Matomoros[12].
  - 14 czerwca - Rewolta Niedźwiedziej Flagi (Bear Flag Revolt) - powstanie amerykańskich kolonistów przeciwko władzom meksykańskim w Kalifornii[13].
  - 4 lipca - w San Francisco Amerykanie proklamowali powstanie Republiki Niedźwiedziej Flagi[13].
  - 18 sierpnia - oddziały Armii Zachodu (Army of the West) USA dowodzone przez płk. Kearny'ego zajęły Santa Fe[14].
  - 22 sierpnia - wojskowy gubernator płk. Stephen Watts Kearny ogłosił w Santa Fe aneksję terytorium Nowy Meksyk do Stanów Zjednoczonych[14].
  - 13 sierpnia - Amerykanie zajęli Los Angeles[15].
  - 22 sierpnia - w nocy na 23 sierpnia w Los Angeles wybuchło powstanie Meksykanów dowodzonych przez Jose Maria Floresa przeciwko władzy amerykańskiej[15].
  - 29 sierpnia - kapitulacja amerykańskiego garnizonu Los Angeles przed meksykańskimi powstańcami[16].
  - 25 września - kapitulacja meksykańskiego garnizonu Monterrey[17].
  - 29 października - Amerykanie zajęli Monclovę[18].
  - 5 grudnia - Amerykanie zajęli Parras[18].
  - 25 grudnia - bitwa pod El Brazito: zwycięstwo wojsk USA[19]
  - 27 grudnia - w rezultacie bitwy pod El Brazito Amerykanie zajęli El Paso[20]